# Fleur sur l'océan des péchés
Fleur sur l'océan des péchés (chinois 孽海花, pinyin Nie Hai Hua) est un roman de l'écrivain chinois Zeng Pu paru en 1907. L'ouvrage est rédigé en chinois vernaculaire.
Les quatre ou cinq premiers chapitres ont originellement été écrits par Jin Songcen (en) (1874-1947). Zeng Pu y apporta des retouches et écrivit seul la suite du roman.
Fleur sur l'océan des péchés est un roman à clé. Il met en scène une courtisane, épouse d'un lettré. Celui-ci étant nommé ambassadeur en Russie, elle y rencontre le général allemand Waldersee. Elle redevient ensuite courtisane. C'est l'un des romans ayant eu le plus gros succès en son temps.

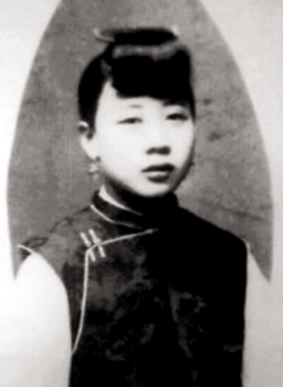
Sai Jinhua en 1887. Cette courtisane a inspiré à Zeng Pu le principal personnage féminin de son roman.

L'auteur s'est inspiré de personnages réels. Le personnage principal, le lettré Jin Jun, est Hong Jun, diplomate en Russie et en Allemagne entre 1887 et 1890. Le principal personnage féminin est inspiré de Sai Jinhua (Fu Caiyun dans le roman), célèbre courtisane.
Fleur sur l'océan des péchés est l'un des nombreux ouvrages appartenant au genre du « roman de dénonciation » qui fait florès à partir de 1900, à la toute fin de la dynastie Qing. Outre le roman de Zeng Pu, les plus connus sont Le Monde des fonctionnaires mis au jour (1903) de Li Bao-jia (1868-1906), Événements bizarres vus ces vingt dernières années de Wu Wu-yao (1867-1910) et les Voyages d'un vieux décrépit de Liu E.

## Traduction
- Zeng Pu, Fleur sur l'océan des péchés, trad. Isabelle Bijon, Éditions Trans-Europe-Repress (T.E.R.), 1983. (Compte-rendu de André Lévy dans Études chinoises, no  1, 1982. [lire en ligne], Archive)
- (en) Tseng P'u, A Flower in a Sinful Sea, tr. Rafe de Crespigny et Liu Ts'un-yan [lire en ligne] (traduction partielle)